# Manifestações estudantis de 2012 no Quebec

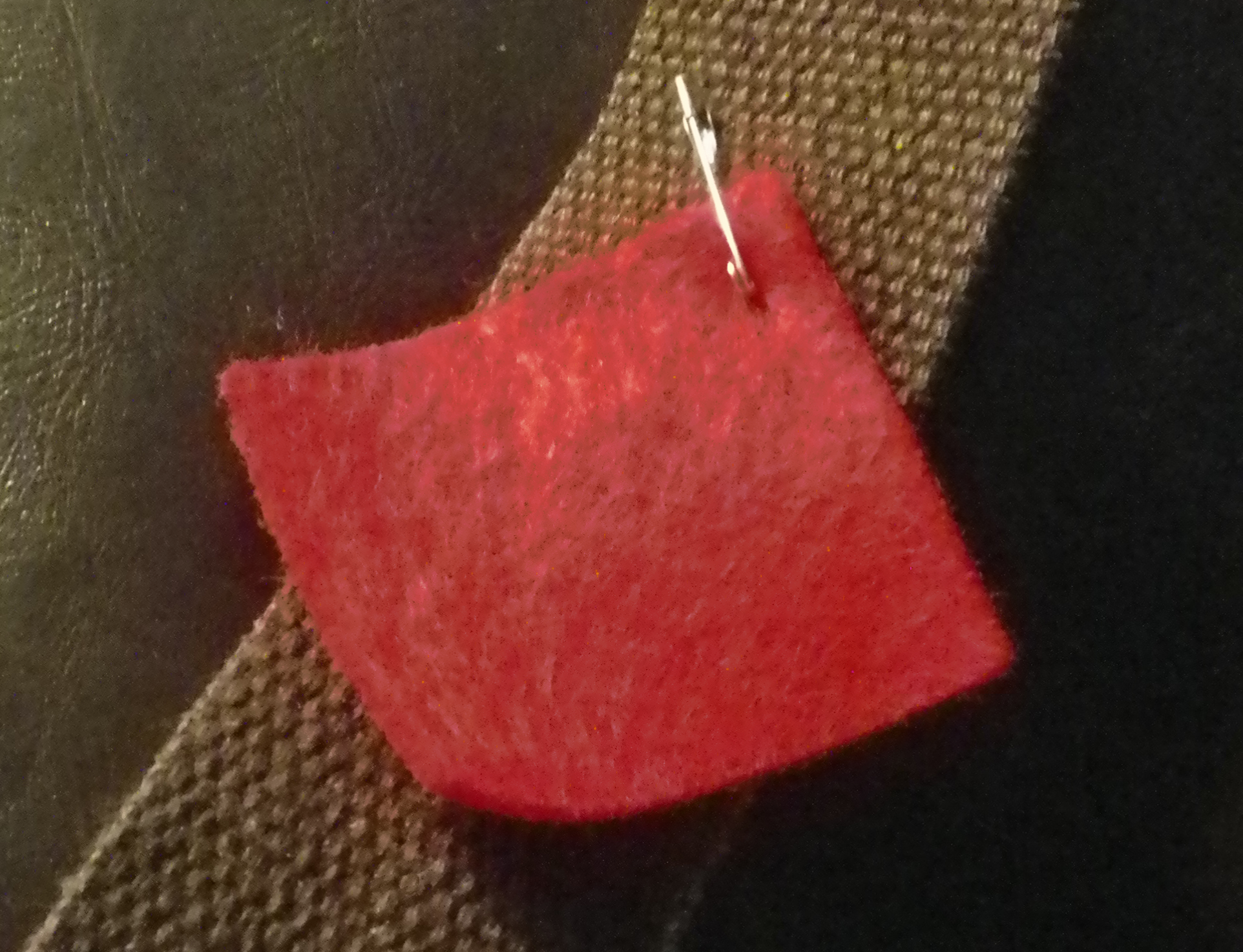

As manifestações estudantis de 2012 no Quebec são diversos protestos organizados por agremiações estudantis no estado, contra uma proposta do primeiro-ministro do Quebec Jean Charest, para aumentar a anuidade das universidades de 2.168 para 3.793 dólares canadenses entre 2012 e 2017.
Diversas propostas de negociação do governo foram recusadas pelos representantes estudantis. A greve estudantil começou em 13 de fevereiro de 2012, quando os estudantes da Universidade Laval decidiram entrar em greve estudantil, seguido pela Universidade do Quebec em Montreal.
Em 22 de março de 2012, eram cerca de 166.068 estudantes em greve estudantil e prevenindo outros estudantes de assistirem as aulas, com mais de 300.000 manifestantes, incluindo apoiadores e membros não-estudantes, nesta época.
Descontentes com uma lei que restringia os protestos (a Bill 78), em 22 de maio houve a marcha denominada "O maior ato de desobediência civil na história do Canadá", com entre 100.000 e 400.000 manifestantes no centro de Montreal.